# موزه فناوری هلسینکی
۶۰°۱۲′۵۹″ شمالی ۰۲۴°۵۸′۵۷″ شرقی / ۶۰٫۲۱۶۳۹°شمالی ۲۴٫۹۸۲۵۰°شرقی

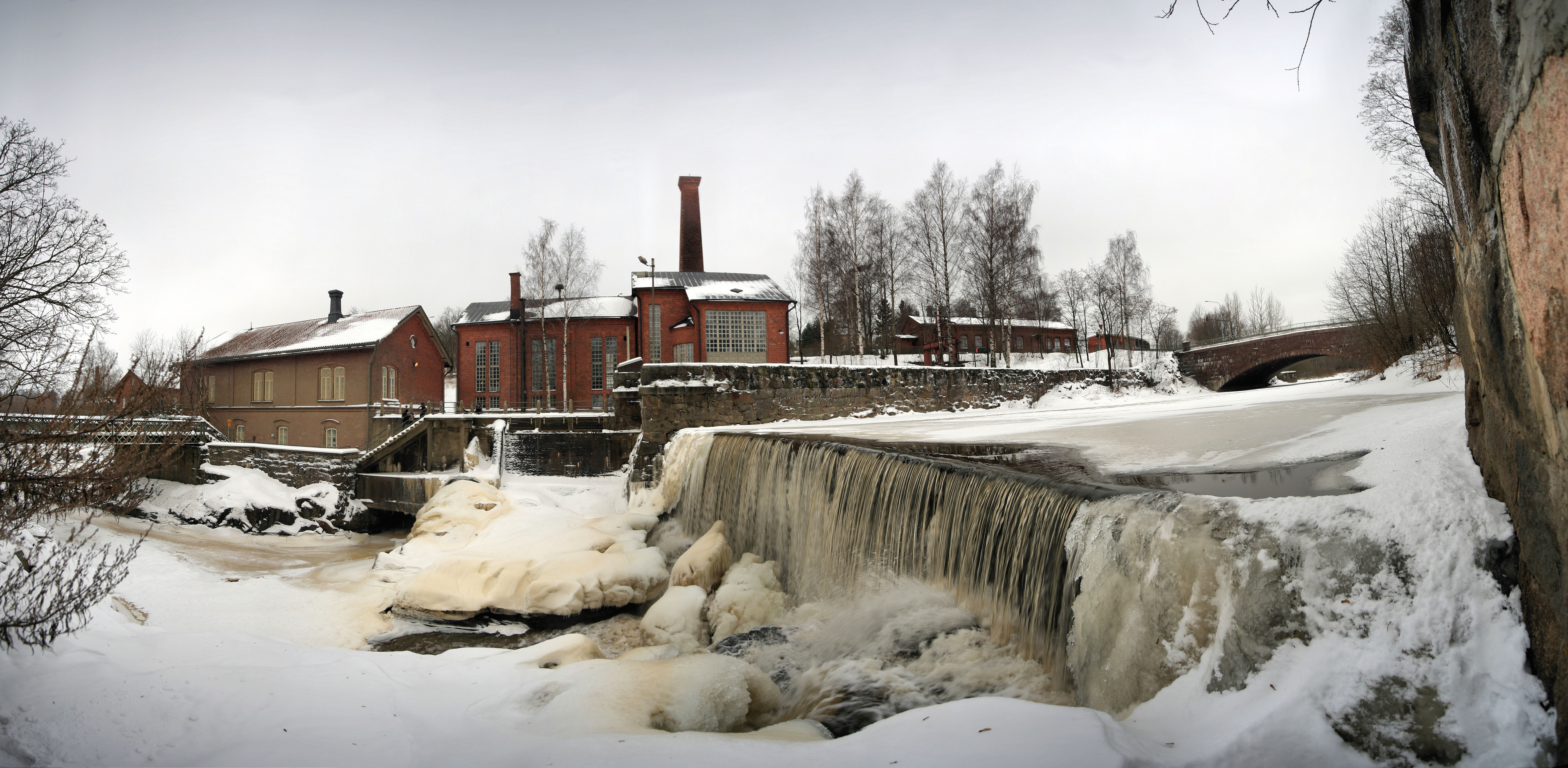
موزه فناوری هلسینکی

موزه فناوری هلسینکی (فنلاندی: Tekniikan museo) درناحیه وانهاکاوپونکی در هلسینکی پایتخت فنلاند واقع شده‌است. این تنها موزه عمومی فناوری در این کشور است.
موزه فناوری توسط بنیاد خصوصی موزه فناوری که در سال ۱۹۶۹ تأسیس شد اداره می‌شود. این بنیاد توسط سازمان‌های صنعتی و مهندسی، متخصصان موزه و شهرداری‌های منطقه شهری هلسینکی تأسیس شد.